# Michael Maurer (Historiker)
Michael Maurer (* 13. November 1954 in Tennenbronn/Schwarzwald) ist ein deutscher Kulturhistoriker, der an der Universität Jena lehrt.

## Leben und Wirken
Maurer besuchte Gymnasien in Rastatt und Schramberg und legte 1974 das Abitur ab. Während seines anschließenden Studiums der Germanistik, Geschichte und Philosophie an der Eberhard Karls Universität Tübingen wurde er durch die Studienstiftung des deutschen Volkes gefördert. Das Studium unterbrach er durch einen Zivildienst im Sanatorium Hirschhalde bei Bad Dürrheim und ein Studienjahr an der University of London (Queen Mary College). 1981 legte er das Erste Staatsexamen für das Lehramt an Gymnasien in den Fächern Deutsch und Geschichte ab. 1986 schloss er in Tübingen seine Dissertation zum Thema „Aufklärung und Anglophilie in Deutschland“ ab, zeitweilig als Stipendiat des Deutschen Historischen Instituts in London, dann der Studienstiftung des deutschen Volkes. Daneben arbeitete er als Übersetzer für den Ernst Klett Verlag, als Redakteur für den Bayerischen Schulbuch-Verlag und als Hörfunkautor für den Südwestfunk.
Seit 1986 wirkte Maurer als Hochschulassistent bzw. Wissenschaftlicher Assistent an der Universität-Gesamthochschule Essen. 1991 erhielt er den „Bennigsen-Förderpreis zur Förderung junger Wissenschaftlerinnen und Wissenschaftler in Nordrhein-Westfalen“ für das Habilitationsprojekt „Die Biographie des Bürgers. Lebensformen und Denkweisen in der formativen Phase des deutschen Bürgertums (1680–1815)“. 1993 erfolgte die Habilitation an der Universität Essen. Von 1993 bis 1997 war Maurer Heisenberg-Stipendiat der Deutschen Forschungsgemeinschaft in Göttingen, daneben Privatdozent an der Universität Essen, im Sommersemester 1994 und Wintersemester 1994/95 unterbrochen durch eine Lehrtätigkeit am Historischen Institut der Friedrich-Schiller-Universität Jena als „Friedrich-Schiller-Dozent für Geschichte“.
Im Wintersemester 1997/98 war Maurer zunächst Vertreter, ab Sommersemester 1998 Inhaber der Professur für Kulturgeschichte an der Universität Jena und baute den neuen Studiengang und das Institut für Volkskunde/Kulturgeschichte auf.
Zwischen 1999 und 2001 war Maurer als Projektleiter der Edition der Korrespondenz von Eberhard Gothein mit seiner Frau, eines Projekts der Fritz Thyssen Stiftung, tätig. 2001 bis 2010 wirkte er als Teilprojektleiter „Zeitkultur: Feste und Feiern“ im DFG-Sonderforschungsbereich 482: „Ereignis Weimar-Jena. Kultur um 1800“. Mehrfach übernahm er Lehraufträge an der Hochschule für Musik Franz Liszt in Weimar. Er war langjähriges Mitglied im Auswahlausschuss des Deutschen Akademischen Austauschdienstes für Großbritannien und für die Studienstiftung des deutschen Volkes als Gutachter tätig. Außerdem war er von 2005 bis 2007 Vizepräsident und 2007 bis 2009 Präsident der International Herder Society.
Maurers Forschungsschwerpunkte sind die Europäische Geschichte (besonders Deutschland, England, Irland und Schottland) sowie die Kulturgeschichte mit einem Schwerpunkt im 18. Jahrhundert.
Maurer war in erster Ehe mit der Historikerin Trude Maurer (1955–2017) verheiratet, die eine Expertin für deutsch-jüdische Geschichte, Wissenschaftsgeschichte und Osteuropäische Geschichte war. Maurer lebt in Jena und in Weimar (Lahn).

## Auszeichnungen
- 2023 Herder-Medaille der International Herder Society

## Schriften (Auswahl)
Monographien
- Aufklärung und Anglophilie in Deutschland, Göttingen und Zürich 1987 (= Veröffentlichungen des Deutschen Historischen Instituts London, Band 19).
- Die Biographie des Bürgers. Lebensformen und Denkweisen in der formativen Phase des deutschen Bürgertums (1680–1815), Göttingen 1996 (= Veröffentlichungen des Max-Planck-Instituts für Geschichte, Band 127).
- Geschichte Englands, Stuttgart 1997 (weitere Ausgaben 2000, 2005, 2007, 2014).
- Geschichte Irlands, Stuttgart 1998 (2. Aufl. 2003, 3. Aufl. 2013).
- Kirche, Staat und Gesellschaft im 17. und 18. Jahrhundert, München 1999 (= Enzyklopädie deutscher Geschichte, Band 51).
- Eberhard Gothein (1853–1923). Leben und Werk zwischen Kulturgeschichte und Nationalökonomie, Köln, Weimar und Wien 2007.
- Geschichte Schottlands, Stuttgart 2008 (2. Aufl. 2011).
- Kulturgeschichte. Eine Einführung, Köln, Weimar und Wien 2008.
- Johann Gottfried Herder. Leben und Werk, Köln, Weimar und Wien 2014.
- Wales. Kultur und Geschichte, Stuttgart 2016.
- Wilhelm von Humboldt. Ein Leben als Werk, Köln, Weimar und Wien 2016.
- Konfessionskulturen. Die Europäer als Protestanten und Katholiken. Paderborn 2019.

Herausgeberschaften
- „Ich bin mehr Herz als Kopf“. Sophie von La Roche – ein Lebensbild in Briefen, München 1983 (2. Aufl. 1985) (= Bibliothek des 18. Jahrhunderts).
- „O Britannien, von deiner Freiheit einen Hut voll“. Deutsche Reiseberichte des 18. Jahrhunderts, München, Leipzig und Weimar 1992 (= Bibliothek des 18. Jahrhunderts).
- Johann Wilhelm von Archenholtz: England und Italien. Nachdruck der dreiteiligen Erstausgabe Leipzig 1785. Mit Varianten der fünfteiligen Ausgabe Leipzig 1787, Materialien und Untersuchungen zur Text- und Wirkungsgeschichte, Bibliographie und Nachwort, 3 Bände, Heidelberg 1993.
- Neue Impulse der Reiseforschung, Berlin 1999 (= Aufklärung und Europa. Beiträge zum 18. Jahrhundert).
- Aufriß der Historischen Wissenschaften, 7 Bände, Stuttgart 2001–2005.
- Das Fest. Beiträge zu seiner Theorie und Systematik, Köln, Weimar und Wien 2004.
- Festkulturen im Vergleich. Inszenierungen des Religiösen und Politischen, Köln, Weimar und Wien 2010.
- Wales. Die Entdeckung einer Landschaft und eines Volkes durch deutsche Reisende (1780–1860), Frankfurt am Main 2014.
- Herder und seine Wirkung / Herder and His Impact. Beiträge zur Konferenz der Internationalen Herder-Gesellschaft Jena 2008, Heidelberg 2014.

Mitherausgeberschaften
- (mit Wilfried Loth, Paul Münch, Ernst Walter Zeeden): Großer Historischer Weltatlas. Vierter Teil: Neueste Zeit. Kartenteil, München 1995; Erläuterungen, München 1996.
- (mit Johanna Sänger, Editha Ulrich): „Im Schaffen genießen“. Der Briefwechsel der Kulturwissenschaftler Eberhard und Marie Luise Gothein (1883–1923). Köln, Weimar und Wien 2006.